# Achim Schnütgen

Achim Schnütgen während der Island-Exkursion 2001

Achim Schnütgen (* 8. Oktober 1936; † 31. Dezember 2002) war ein deutscher Geologe, der sich mit der Geographie Islands beschäftigte.

## Leben
Vor seinem Studium war er zehn Jahre als Gärtner tätig. Schnütgen schloss sein Studium der Geologie, Mineralogie und Geophysik mit dem Diplom ab und wurde 1973 an der Mathematisch-Naturwissenschaftlichen Fakultät der Universität zu Köln mit einem Thema zur Eiszeitenforschung promoviert. Seit 1974 war er an der Abteilung Eiszeitenforschung des Geologischen Instituts der Universität zu Köln beschäftigt.
Seine Veröffentlichungen behandelten vor allem Fragen der Flussgeschichte, des Vulkanismus, der Reliefentwicklung und der Gesteinsverwitterung. Räumlich beschäftigte er sich besonders mit Island und dem Harz, wohin er jeweils regelmäßige, meist jährliche Exkursionen unternahm. In Köln war er viele Jahre Laborleiter am Geographischen Institut und bekleidete eine Position als Akademischer Oberrat. Kurz nach seiner Pensionierung starb er Silvester 2002 im Alter von 66 Jahren.

## Werke (Auswahl)
- Die Hauptterrassenfolge am linken Niederrhein aufgrund der Schotterpetrographie. VS Verlag für Sozialwissenschaften Wiesbaden 1974 [Nachdruck 2012]. ISBN 978-3-322-98840-9
- Hanna Bremer, Achim Schnütgen, Heinz Späth: Zur Morphogenese in den feuchten Tropen: Verwitterung und Reliefbildung am Beispiel von Sri Lanka (Relief, Boden, Paläoklima 1). Verlag Borntraeger, Berlin, Stuttgart 1981. ISBN 978-3-443-09001-2
- DuMont Richtig Wandern: Harz. DuMont Buchverlag Köln 1998. ISBN 3-7701-3444-3
- DuMont Richtig Reisen: Island. DuMont Buchverlag Köln 1999. ISBN 978-3-7701-4379-5
- DuMont Landschaftsführer: Island. Vulkaninsel zwischen Europa und Amerika. DuMont Buchverlag Köln 1988. ISBN 978-3-7701-1791-8
- Ewald Gläßer, Achim Schnütgen: Island. (Wissenschaftliche Länderkunden 28). Wissenschaftliche Buchgesellschaft, Darmstadt 1986. ISBN 3-534-01225-9